# Международна архитектурна академия
Международната архитектурна академия (МАА) е неправителствена организация, ориентирана към хуманитарни ценности. Седалището на МАА е в София, България. Организатор на МАА е ЮНЕСКО.
Членове на академията са водещи учени от целия свят. Неин президент е арх. Георги Стоилов.
Академията реализира програми в областта на устойчивото развитие на архитектурата и градоустройството, архитектурната теория и нейното прилагане чрез архитектурно обучение и информиране.
Работните езици са английски, френски, руски и испански. Българското име се използва, заедно с превод на английски, във всички документи за ползване в България.